# Кнутиха (Чувашия)
Кну́тиха (Кнути́ха) — бывшая деревня Чебоксарской волости Чебоксарского уезда Казанской губернии. В 1940 году вошла в состав города Чебоксары Чувашской АССР.
На месте деревни в настоящее время располагается улица МОПРа города Чебоксары в Калининском районе. Рядом находятся Кнутихинский лес и речка Кнутиха.

## История
В переписной книге 1649 года наряду с другими русскими селениями, возникшими за 70 предшествующих лет вокруг Чебоксар, в Подгородном стане:41, на землях ясачных чувашей, упоминается и помещичья деревня Кнутниково:36.
По Переписной книге Чебоксарского уезда 1646 года за представителями дворян и детей боярских Муромско-Нижегородского края числились:41: 

 «Поместья Максима Григорьева сына Денисьева:

Половина деревни Кнутниковы»: Дворы крестьянские: 1) 1 + 5 сыновей; 2) 1 + 2 сына + 1 брат; 3) 1 + 1 сын; 4) 1 + 3 сына + 1 внук; 5) 1 + 3 брата; 6) 1 + 4 сына; 7) 1 + 2 брата + 1 племянник. Дворы бобыльские: 1) 1 + 1 сын; 2) 1 + 2 сына + 4 внука (сыновья старшего сына); 3) 1 + 1 сын; 4) «Двор Ефремки Яковлева сына пуст. Был прихожей, взят по старине за князь Алексея Петровича Буйносова-Ростовскова. Бобыли ж бездворные и безпашенные: Филка Игнатьев сын, у него сын Спирка; Ивашко Иванов сын, у него два сына: Серешка, Мишка». Всего в поместье за М. Г. Денисьевым 7 дворов крестьянских, а людей в них 30 человек, бобыльских 3 двора, людей 16 человек, обоего 10 дворов, людей 46 человек. 

«Тое ж деревни Кнутниковы другая половина за недорослью за Микитою Семеновым сыном Дементьевым». 

Дворы крестьянские: 1) 1 + 2 сына; 2) 1 + 2 сына; 3) 1 + 3 сына; 4) 1 + 2 сына; 5) 1 + 5 сыновей (в их числе «Стенка блгоуроднь человек», по-видимому, незаконорожденный от барина); 6) 1 + 1 сын + 2 брата; 7) 1 + 3 сына; 8) 1 («слеп и хром») + 2 племянника; 9) 1 + 2 брата + 1 сын младшего брата; 10) 1 + 4 сына + 1 брат двоюродный. Дворы бобыльские: 1) 1 + 1 сын; 2) 1 + 2 сына; 3) 1 + 2 сына; 4) 1 бездетен; 5) 1 + 2 сына. Всего в поместье за М. С. Дементьевым 10 дворов крестьянских, людей в них 41 человек, 5 дворов бобыльских, людей 12 человек, обоего 15 дворов, людей 56 человек (должно быть 53. — В.Д.).— РГАДА, Ф. 1209
.
В разное время землями и крестьянами Кнутихи владели представители дворянских родов Завадских (Алексей Никитич Завадский, в XVIII веке), Колбецких (Василий Григорьевич Колбецкий, Николай Васильевич Колбецкий, в XVIII — начале XIX века), Лакреевых-Пановых. 

В 1939 году в соответствии с генеральным планом Чебоксар в городскую черту были включены земли 11 прилегающих деревень Чебоксарского района: Набережная, Якимово, Банново, Соляное, Кнутиха, Будайка, Усадки, Заводская, Рябиновка, Новоилларионово, Сосновка, дополнительно — Кошкино, Завражная:264. 

26 июля 1940 года Указом Президиума Верховного Совета РСФСР 5 пригородных населённых пунктов: Геронтьевская Слобода, Кнутиха, Набережная, Усадки, Чапаево (бывшая Будайка) были включены в состав Чебоксар:71.
Деревня Кнутиха исключена из списка населённых пунктов 20 августа 1940 года:170.
Административно-территориальная принадлежность
До 1 октября 1927 года деревня — в составе Чебоксарской волости Чебоксарского уезда Казанской губернии, после — в составе Чебоксарского района. 

Сельский совет: с 1 октября 1927 года — Якимовский:170.
Религия
По сведениям 1880 года жители деревни Кнутиха вместе с жителями деревень Голодяиха, Якимово (всего — 81 двор, 427 человек) состояли в приходе чебоксарского Николаевского собора (после упразднения Никольского женского монастыря храм стал приходским). В это же время в деревне располагалась часовня с чудотворной Тихвинской иконой Божией Матери.

По состоянию на конец XIX — начало XX века жители Кнутихи были прихожанами чебоксарской Михаило-Архангельской церкви (каменная, построена в 1702 году, однопрестольная, во имя Архистратига Михаила).
Прежние названия
Кнутниково (1646, 1649:36), Ключищи, Кнутниковка тож (1782), Кнутиха (1859), Кнутиха (Павловка) (1897, 1907).

## Население
| Год     | 1646 | 1781/1782 | 1859 | 1897 | 1904 | 1907 |
| ------- | ---- | --------- | ---- | ---- | ---- | ---- |
| Жителей |      | 83        | 133  | 219  | 187  | 210  |
| Мужчин  | 198  |           | 73   |      | 96   |      |
| Женщин  |      |           | 60   |      | 91   |      |
| Дворов  | 50   |           | 25   |      | 38   |      |

## Уроженцы
- Афанасьев Михаил Николаевич (1919 — 23 февраля 1942) — советский лётчик, заместитель командира эскадрильи ночного среднебомбардировочного авиаполка, командир экипажа Пе-2[13], награждён орденом Красного Знамени, орденом Ленина. Именем М. Н. Афанасьева названа улица в Чебоксарах[14].

## Прочее
В середине XIX века существовал чебоксарский обычай:

От дня Пасхи, продолжающиеся хороводы, по вечерам в воскресенье и праздничные дни, дают место и нарочитым гульбищам в ближайших деревнях.
Так, в день Вознесения ходят в Грязево, в Троицын день — в Лакреево, в Духов — в Кнутиху, а в заговенье, пред Петровым постом посещают заштатную пустынь Геронтьевскую, где испивши из родника холодной ключевой воды и походя между могил по ограде, возвращаются на Крутую гору правого берега Волги. Здесь песни деревенских певиц и их вычурные пляски доставляют удовольствие градской публике, которая и на прочих прежде сказанных гуляньях утешается только тем же манером с присоединением к тому, что в тех деревнях публика прошивается по господским садам и молодежь качается на качелях. Тут найдется несколько простых лакомств у продавцов. А знакомые у господ в крестьянах находят выпивку. К вечеру возвращается городское общество в город, а деревенские в свои селения.— П. С. Попов, 1853

## Комментарии
1. ↑  Указана численность прихожан Михаило-Архангельской церкви